# Mamie Phipps Clark

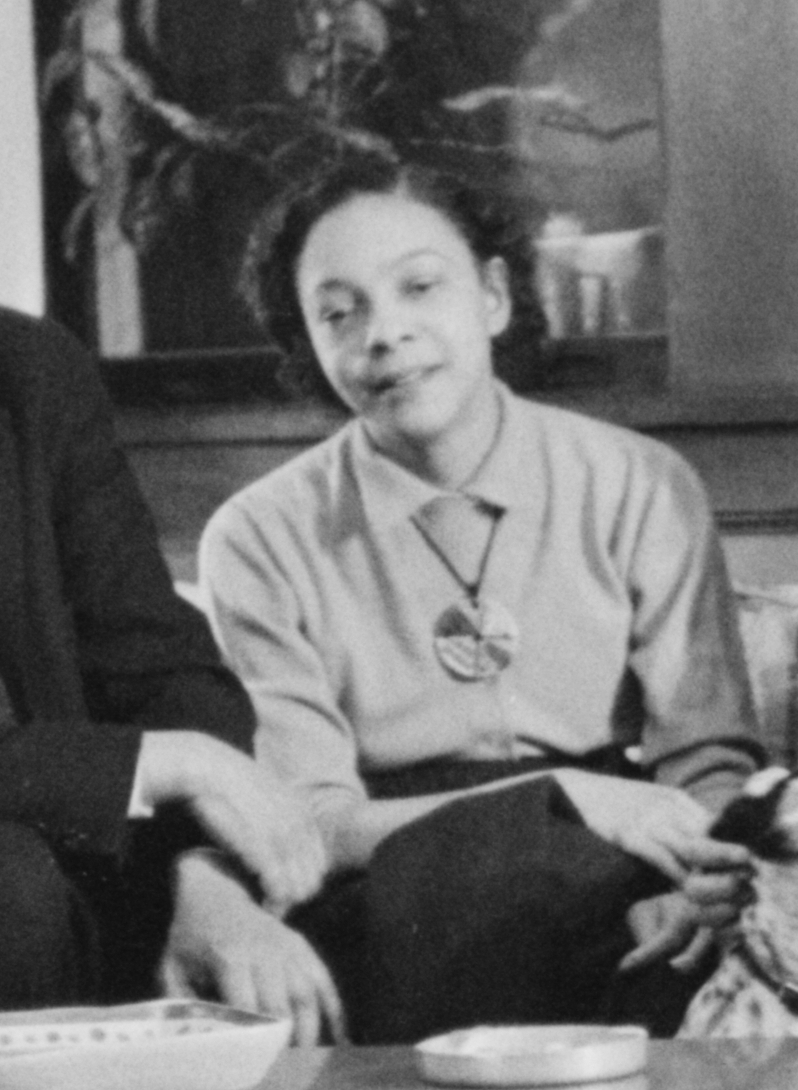
Mamie Clark w swoim salonie w Hastings-on-Hudson w stanie Nowy Jork, USA

Mamie Phipps Clark (ur. 18 kwietnia 1917, zm. 11 sierpnia 1983) – amerykańska psycholog. Żona i współpracowniczka Kennetha Bancrofta Clarka, z którym prowadziła badania nad wpływem segregacji rasowej na postępy edukacyjne czarnoskórych dzieci. 

## Badania nad segregacją rasową w szkołach
Mamie Phipps studiowała na Uniwersytecie Howarda w Waszyngtonie, gdzie poznała Kennetha B. Clarka, swojego przyszłego męża. Oboje uzyskali doktoraty z psychologii na Columbia University w Nowym Jorku. W latach 40. małżeństwo Clarków założyło Northside Center for Child Development. Wspólnie też prowadzili badania, z których wynikało, że segregacja rasowa wpływa negatywnie na postępy edukacyjne czarnoskórych dzieci. W jednym z takich badań, dzieciom pokazywano dwie lalki: białą i brązową, po czym proszono je, aby podały badaczowi "tę ładną lalkę". Na prośbę tę większość czarnoskórych dzieci podawała lalkę białą, co świadczyć miało o tym, że dzieci uwewnętrzniły społeczną preferencję osób białych. Badania Clarków były cytowane przez Sąd Najwyższy w głośnym wyroku z 1954 roku, który obalił doktrynę separate but equal (pol. „oddzielni, ale równi”).

## Dyskryminacja w życiu prywatnym
Pomimo obrony doktoratu, publikacji wielu wartościowych artykułów naukowych i przeprowadzeniu doniosłych badań Mamie Phipps Clark miała problemy ze znalezieniem pracy jako wykwalifikowana psycholożka. Powodem tego był jej kolor skóry oraz płeć. Swoją frustrację wyjaśniała tym, że „czarna kobieta z doktoratem z psychologii była niepożądaną anomalią w Nowym Jorku we wczesnych latach 40.”.